# Уоррод (город, Миннесота)
Уоррод (англ. Warroad) — город в округе Розо, штат Миннесота, США. На площади 7,1 км² (6,7 км² — суша, 0,4 км² — вода), согласно переписи 2002 года, проживают 1722 человека. Плотность населения составляет 255,1 чел./км².
- Телефонный код города — 218
- Почтовый индекс — 56763
- FIPS-код города — 27-68224[1]
- GNIS-идентификатор — 0653790[2]